# Operation Zombie: Wer länger lebt, ist später tot

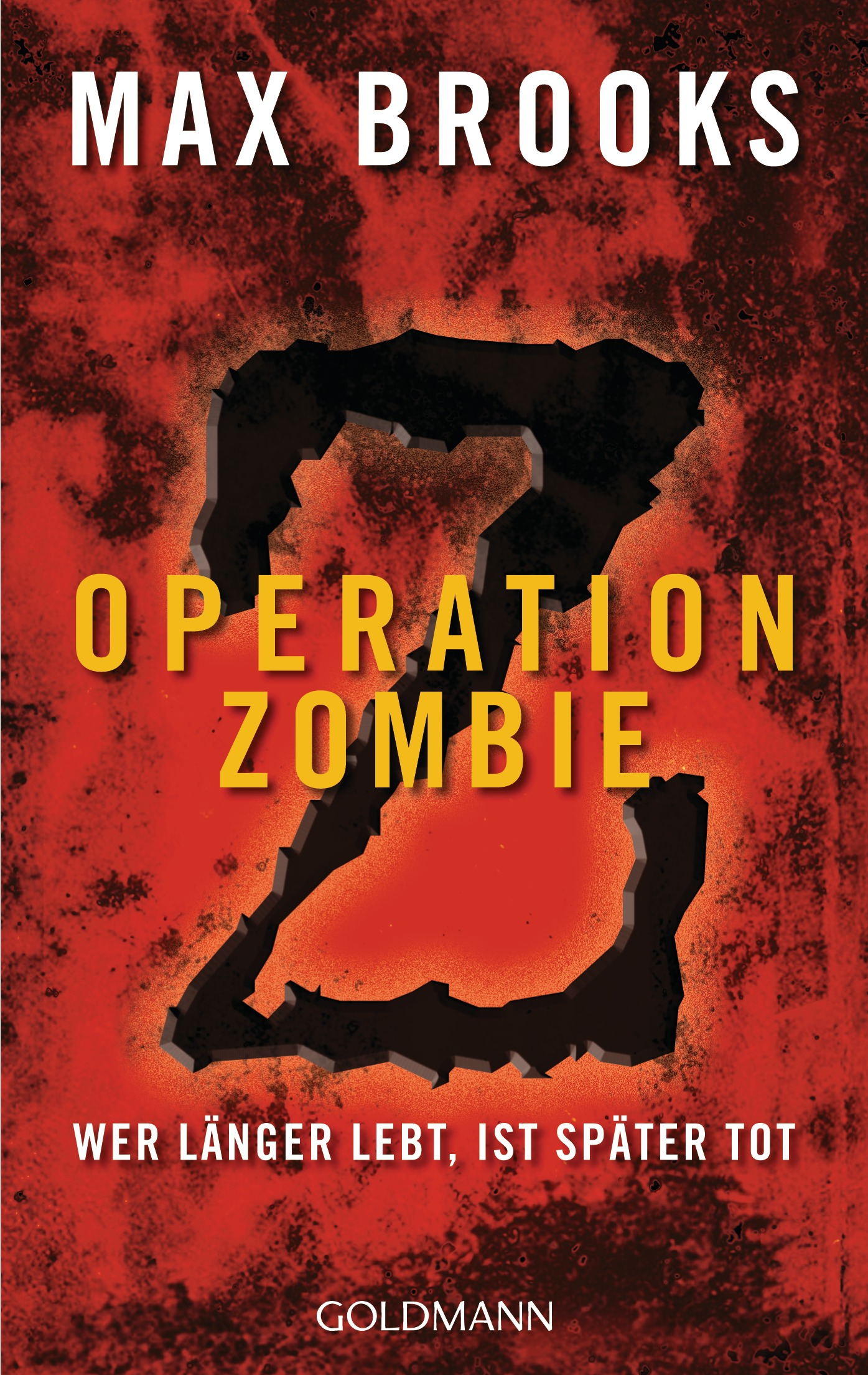
Deutsche Ausgabe (2010)

Operation Zombie: Wer länger lebt, ist später tot (englischer Originaltitel: World War Z: An Oral History of the Zombie War) ist ein am 12. September 2006 in den Vereinigten Staaten veröffentlichter apokalyptischer Horrorroman von Max Brooks. Es ist der Nachfolger seines im Jahr 2003 veröffentlichten, satirischen Ratgebers Der Zombie Survival Guide.

## Handlung
Der Roman bietet keine zusammenhängende Geschichte, sondern basiert auf Interviews mit verschiedenen Personen. Der Interviewer ist ein UN-Mitarbeiter, der eine Dokumentation über den zurückliegenden Krieg mit den Zombies erstellt. Das Buch ist chronologisch eingeteilt. Es beginnt mit dem ersten vereinzelten Auftreten der Zombies, gefolgt von der weltweiten Panikreaktion, den am Anfang schweren Katastrophen für die unterschiedlichen Nationen und die Menschheit generell und endet mit dem Sieg über die Zombieseuche. Ein Schwerpunkt der Interviews liegt auf den sozialen, wirtschaftlichen und politischen Fragestellungen, die sich nach dem Ausbruch des Zombievirus, seiner Bekämpfung und der Vernichtung der globalen Gefahr, ausgehend von den Zombies, ergeben.

## Hintergrund
Als Inspirationsquellen für den Roman nannte Max Brooks Studs Terkels Der gute Krieg und die Zombiefilme von George A. Romero.
Operation Zombie wurde ein Bestseller und konnte sich bis November 2011 über eine Million Mal verkaufen.

## Verfilmung
Für etwa eine Mio. US-Dollar erwarb Paramount Pictures die Verfilmungsrechte zu World War Z, der am 2. Juni 2013 seine Premiere feierte. Die Handlung des Films weicht von der des Romans jedoch drastisch ab. Autor Max Brooks äußerte sich diesbezüglich in einem Interview, dass der Film ein „interessanter, aufregender Sommerblockbuster“ gewesen sei, der „nur zufällig denselben Titel wie das Buch trug“.

## Ausgaben
- Max Brooks: Operation Zombie: Wer länger lebt, ist später tot. (Übersetzung von Joachim Körber), Goldmann-Verlag, München 2010, ISBN 978-3-442-47424-0. 448 Seiten.